# سیارک ۲۳۰۳۲
سیارک ۲۳۰۳۲ (به انگلیسی: 23032 Fossey، نامگذاری:1999XB8) بیست و سه هزار و سی و دومین سیارک کشف شده‌است که در ۳ دسامبر ۱۹۹۹ کشف شد.
قدر مطلق سیارک برابر ۱۴.۸ است.